# Daniel Vetter
Pour les articles homonymes, voir Vetter.
Daniel Vetter est un organiste et compositeur allemand né en août 1657 à Breslau (aujourd'hui Wroclaw en Pologne) et décédé le 7 février 1721 à Leipzig.

## Biographie
Il arrive à Leipzig en 1678 en tant qu'étudiant et succède le 11 août 1679 à Werner Fabricius, son maître, au poste d'organiste à la Nikolaikirche. Il occupera cette charge jusqu’à sa mort. Entre 1709 et 1713, Vetter publie Musicalische Kirch- und Hauss-Ergötzlichkeit, recueil de pièces d'orgue. Ces mélodies de choral alimentent la forte tradition de Leipzig dans ce genre musical, tradition que Jean-Sébastien Bach mènera vers des sommets. Daniel Vetter a par ailleurs composé deux cycles de cantates d'église. On a trace d'une cantate profane - une cantate de mariage - qui prélude également un genre développé plus tard par Bach.

## Sources
- (en) Biographie sur Bach-cantatas.com